# Armindo Reis
Armindo Fonseca dos Reis (Cafede, Castelo Branco, 10 de abril de 1954 – 7 de junho de 2025) foi um escritor português situado no domínio da literatura infantojuvenil.

## Biografia
Armindo Reis nasceu numa aldeia tipicamente Beirã do concelho de Castelo Branco em 10 de abril de 1954. Forma-se com o curso do Magistério Primário em Castelo Branco e mais tarde licencia-se em Ciências Sociais e Humanas (Geografia e Planeamento Regional) pela FCSH da Universidade Nova de Lisboa, em Lisboa, possuindo também a parte curricular de mestrado em História e Filosofia da Ciência da Faculdade de Ciências e Tecnologia da Universidade Nova de Lisboa. Frequentou ainda a Academia dos Amadores de Música de Lisboa e estudou piano, durante 7 anos, a nível particular. Iniciou a sua carreira no ensino básico em 1974, transitando em 1995, como professor de Geografia, para o ensino secundário. Até à sua morte, residia em Almada. 
Depois de lecionar 3 anos em áreas rurais da Beira Baixa, fixa-se na Área Metropolitana de Lisboa. Terminou a carreira docente com 45 anos de serviço (Ensino Básico e Ensino Secundário), em 2019 e, como professor de Geografia, na Escola Secundária de Emídio Navarro, em Almada. Com grande atração pelas artes, desenvolveu a pintura (autodidata), realizando várias exposições de pintura no país, a literatura, a poesia, com obras incluídas no Plano Nacional de Leitura,  foi na Literatura infantojuvenil que mais se destacou. Armindo Reis era membro da APE (Associação Portuguesa de Escritores), da SNBA (Sociedade Nacional de Belas Artes) e está representado na Sociedade Portuguesa de Autores. Armindo Reis, desde o dia 29 de maio de 2017, fez parte da Mesa da Assembleia Geral da APE (Associação Portuguesa de Escritores), para os triénios "2017/2020", 2020/2023. Foi novamente eleito para os Corpos Gerentes da APE para o triénio 2024/2026.
Armindo Reis faleceu a 8 de junho de 2025, aos 71 anos.

## Obras

### Literatura Infantojuvenil[7][8]
- O Nariz Do Senhor Nicolau, Ilustrações de Mário Jorge, Plátano Editora,1982
- Pintado De Fresco, Ilustrações de Isabel Quintino, Plátano Editora,1989, ISBN 972-621-557-9
- A Mão Cheia De Sonhos (poesia), Ilustrações de Isabel, Europress,1993, ISBN 972-559-160-7
- O Sol Da Nossa Rua, Ilustrações de Isabel Paiva, Europress,1993, ISBN 972-559-165-8
- O Menino Que Perdeu O Sonho, Ilustrações de Isabel, Europress,1994, ISBN 9789725591734
- Zuca Maluca, Ilustrações de Isabel Paiva, Porto Editora,1996, ISBN 972-0-70222-2
- O Baú Mágico, Ilustrações de Isabel Paiva, Gailivro,2002, ISBN 9789728723590
- Do Tamanho De Um Gigante, Ilustrações de Isabel Paiva, Gailivro,2002, ISBN 972-8723-60-1
- Amigo Amigão, Ilustrações de Isabel Paiva, Gailivro,2003, ISBN 9789728769314
- Sorrisos (Poesia), Ilustrações do autor, Plátano Editora,2006,  ISBN 9789727704569
- Na Cadeira Mágica Da Avo, Ilustrações do autor, Plátano Editora,2006, ISBN 972-770-502-2
- Surpresas E Encantos De Natal, Ilustrações do autor, Plátano Editora,2007, ISBN 978-972-770-574-0
- Um Balão No Coração, Ilustrações de Elsa Fernandes, Gailivro,2007 ISBN 978-989-557-310-3
- O Tic-Tac Do Coração (poesia), Ilustrações de Isabel Paiva, Vega,2009, ISBN 978-972-699-942-3
- A Bola De Cristal, Ilustrações do autor, Plátano Editora,2010, ISBN 978-972-770-725-6
- A Miúda Do Espelho, Ilustrações do autor, Plátano Editora,2014, ISBN 978-989-760-021-0
- O Menino Que Nasceu Com Asas, ilustrações de Paulo Henrique Rézio, Cordel D' Prata, 2023, ISBN 978-989572368-3
- Ternura, ilustrações de Isabel Paiva, Calçada das Letras, 2023, ISBN 978-989908813-9

### Literatura para adultos
- Tempo Continuado (poesia), com posfácio de Matilde Rosa Araújo, Átrio,1989 [9]
- Contos E Lendas Da Língua Portuguesa (antologia), parceria com Beatriz Weigert, Europress,1994, ISBN 972-559-154-2[10]
- Mar Ardente (tempo continuado II), poesia, prefácio de Matilde Rosa Araújo, Edições Vírgula, 2020, ISBN 978-989-8986-17-7
- Cântico Escorreito (tempo continuado III), poesia, prefácio de Matilde Rosa Araújo, Edições Vírgula,2020. ISBN 978-989-8986-31-3